# Tylecodon stenocaulis
Tylecodon stenocaulis ist eine Pflanzenart der Gattung Tylecodon in der Familie der Dickblattgewächse (Crassulaceae).

## Beschreibung
Tylecodon stenocaulis wächst als zwergige und ausgebreitete Sukkulente mit bis zu 8 cm Höhe und bis zu 12 cm Durchmesser aus einer undeutlichen Knolle mit 2 cm Durchmesser. Die flach wurzelnden und ausgebreiteten bis aufrechten Triebe sind bis 12 cm lang und 3 mm im Durchmesser. Sie haben eine graubraune Rinde und sind mit kurzen, spitz zulaufenden Phyllopodien, die bis 2 mm lang werden, besetzt. Die unterschiedlichen Blätter sind 7 bis 35 mm lang und 5 bis 7 mm breit. Sie sind leicht abgeflacht bis fast stielrund ausgebildet. Die meist verkehrt lanzettliche Blattspreite ist kastanienbraungrün gefärbt und mit kurzen glänzenden und drüsigen Haaren besetzt. Die Basis ist keilförmig und die Spitze zugespitzt bis stumpf ausgebildet. Ältere Blätter verwelken und verbleiben mit ihrer Basis länger am Trieb.
Die Blütenstände bilden bis 6 cm lange, ausgebreitete Thyrsen mit 1 bis 3 Monochasien. Die ausgebreitet bis aufsteigenden Blüten stehen auf schlanken und 1 bis 3,5 cm langen Blütenstielen. Die trichterige Blütenkrone ist gelblich grün gefärbt und 12 bis 14 mm lang. Die ausgebreiteten bis zurückgebogenen Zipfel sind 5 mm lang und 1,5 mm breit. Sie sind dunkel kastanienbraun gefärbt und zugespitzt.

## Systematik und Verbreitung
Tylecodon stenocaulis ist in der südafrikanischen Provinz Westkap in der Sukkulenten-Karoo verbreitet. Die Erstbeschreibung erfolgte 1992 durch Peter Vincent Bruyns.